# 延沢満延
延沢 満延（のべさわ みつのぶ） は、戦国時代から安土桃山時代にかけての武将。最上氏の家臣。出羽国野辺沢城主。延沢ではなく、野辺沢と表記する場合もある。

## 経歴
延沢氏は天童氏を盟主とする最上八楯の一員であり、領内には延沢銀山を抱えていた。
満延は武勇に優れ、天童氏らと共に山形城主最上義光と長きにわたり争い、しばしば義光を破った。最上八楯を降すためには満延を抑えねばならないと考えた義光は、天正12年（1584年）満延の息子・又五郎に娘の松尾姫を娶わせて満延を引き抜いた。この時、満延は降伏の条件として天童頼澄の助命を願い出た。こうして満延を失った最上八楯は崩壊し、天童城は陥落したが、頼澄はかねての義光との約束通りに見逃され、国分盛重を頼って落ちのびていった。同年、義光が谷地城主・白鳥長久を滅ぼすと、その旧領の一部を与えられている。
天正18年（1590年）11月、義光に従って上洛した際に病に倒れ、翌天正19年（1591年）3月14日、京都にて死去。享年48。

## 人物・逸話
- 義光は満延が剛力であることを知ってその力を試そうとし、家中の力自慢の者7・8人を庭に集めて待ち伏せさせたが、満延は飛びかかった男どもを即座に振り払った。驚いた義光は逃げようとして太さ2尺ほどの桜の木にしがみついたが、満延はなおも義光を引っ張ったため、両者がもみ合ううちに桜の木は根から引き抜かれて、義光ごと倒れてしまったという。